# Comuna Mărgăritești, Buzău
Mărgăritești (denumită temporar în perioada interbelică și Câlnău) este o comună în județul Buzău, Muntenia, România, formată din satele Câmpulungeanca, Fântânele și Mărgăritești (reședința).

## Așezare
Comuna se află în zona Subcarpaților de Curbură, în nordul județului, pe valea Câlnăului și pe cea a pârâului Hârboca (un alfuent al acestuia). Principala cale de comunicație ce leagă satele comunei este DJ203A, un drum județean ce duce spre vest către satul Podu Muncii (comuna Vintilă Vodă) și Valea Slănicului, iar către est spre comuna Murgești și municipiul Râmnicu Sărat.

## Demografie
Componența etnică a comunei Mărgăritești
     Români (91,63%)
     Alte etnii (0%)
     Necunoscută (8,37%)
Componența confesională a comunei Mărgăritești
     Ortodocși (90,79%)
     Alte religii (0,84%)
     Necunoscută (8,37%)
Conform recensământului efectuat în 2021, populația comunei Mărgăritești se ridică la 478 de locuitori, în scădere față de recensământul anterior din 2011, când fuseseră înregistrați 697 de locuitori. Majoritatea locuitorilor sunt români (91,63%), iar pentru 8,37% nu se cunoaște apartenența etnică. Din punct de vedere confesional, majoritatea locuitorilor sunt ortodocși (90,79%), iar pentru 8,37% nu se cunoaște apartenența confesională.

## Politică și administrație
Comuna Mărgăritești este administrată de un primar și un consiliu local compus din 9 consilieri. Primarul, Fănel Ungureanu[*], de la Partidul Social Democrat, este în funcție din 2000. Începând cu alegerile locale din 2024, consiliul local are următoarea componență pe partide politice:
|  | Partid                    | Consilieri | Componența Consiliului | Componența Consiliului | Componența Consiliului | Componența Consiliului | Componența Consiliului | Componența Consiliului |
|  | ------------------------- | ---------- | ---------------------- | ---------------------- | ---------------------- | ---------------------- | ---------------------- | ---------------------- |
|  | Partidul Social Democrat  | 6          |                        |                        |                        |                        |                        |                        |
|  | Partidul Național Liberal | 3          |                        |                        |                        |                        |                        |                        |

## Istorie
La sfârșitul secolului al XIX-lea, comuna făcea parte din plasa Râmnicul de Sus a județului Râmnicu Sărat și era formată din cătunele Mărgăritești și Șchiopeni, având în total 648 de locuitori. În comună, funcționau o școală mixtă cu 30 de elevi fondată în 1888 și 2 biserici ortodoxe (una zidită în 1841 de Mărgăritescu și una zidită de localnici în 1878). În acea perioadă, satul Câmpulungeanca alcătuia, împreună cu cătunul Cărănău, o comună separată în aceeași plasă, având în total 566 de locuitori. În comuna Câmpulungeanca funcționau o școală de băieți cu 32 de elevi, fondată la 1888; și o biserică fondată în 1837 de către locuitori.
În 1925, comuna Câmpulungeanca fusese desființată, iar satele ei au fost incluse în comuna Mărgăritești, care făcea parte din plasa Dumitrești a aceluiași județ. În 1931, comuna este consemnată cu numele de Câlnău și cu satele Cărătnău de Sus, Câmpulungeanca, Mărgăritești și Șchiopeni.
În 1950, județul Râmnicu Sărat a fost desființat, iar comuna (denumită din nou Mărgăritești) a fost arondată raionului Râmnicu Sărat din regiunea Buzău și apoi (după 1952) din regiunea Ploiești. Satul Șchiopeni a luat în 1964 numele de Fântânele. În 1968, regiunile și raioanele au fost desființate, iar comuna, în alcătuirea actuală, a fost inclusă în județul Buzău.

## Monumente istorice
În comuna Mărgăritești se află biserica de lemn „Sfinții Arhangheli” din satul Fântânele (împreună cu clopotnița), datând din 1777, monument istoric de arhitectură de interes național. În rest, singurul monument din comună inclus în lista monumentelor istorice din județul Buzău și clasificat ca monument de arhitectură de interes local, este biserica „Sfântul Dimitrie” datând de la sfârșitul secolului al XVIII-lea–începutul secolului al XIX-lea, cu clopotnița construită în anii 1812–1816.

## Personalități
Radu Cârneci, (14 februarie 1928 - 8 decembrie 2017), poet, publicist, traducător, editor, fiul lui Nicolae, ce se trăgea dintr-o familie de români macedoneni și al Dochiei-Stanca, fiica unui moșnean din zona Râmnicului, s-a născut în satul Valea lui Lalu, comuna Pardoși. Se stabilește în Mărgăritești, unde urmează șapte clase între anii 1935 - 1942.